# Salvador Moreno Manzano
Pour les articles homonymes, voir Salvador Moreno.
Salvador Moreno Manzano ou Salvador Moreno (né à Orizaba le 3 décembre 1916 et mort à Mexico le 7 juin 1999) est un compositeur, historien de l'art et peintre mexicain étroitement lié à la Catalogne,.

## Biographie
Après des études au Conservatoire national de musique de Mexico, Salvador Moreno, disciple d’Alejandro de Mestizo, part pour Barcelone, attiré par la renommée de l'enseignant et compositeur David Segovia, dont il devient étudiant. Il a également étudié avec Cristòfor Taltabull.
Son opéra Severino (1961), sur un livret de João Cabral de Melo Neto, a marqué les débuts de Placido Domingo au Grand théâtre du Liceu de Barcelone (1966). Ses chants, avec des textes en nahuatl rédigés par Jose Maria Bonilla, sont souvent interprétés par la soprano Victoria de los Angeles. La soprano Maria Bonilla a également enregistré un LP, après les avoir souvent chantés dans des récitals parfois accompagnée au piano par Salvador Moreno en personne,,.
En tant qu’historien de l'art, Moreno a publié des ouvrages sur les artistes catalans qui ont travaillé au Mexique, comme les peintres romantiques Pelegrín Clavé (1966) et Antonio Fabrés (1977), ce dernier invité au Mexique par Porfirio Diaz, et sur le sculpteur Manuel Vilar (1969), ouvrages publiés par l'Université nationale autonome du Mexique, pour laquelle il a travaillé en tant que chercheur en esthétique.
Il s’était également lié d’amitié avec des intellectuels et des artistes de l'exil républicain espagnol au Mexique, comme Luis Cernuda, Rosa Chacel, Juan Gil-Albert, Ramón Gaya, Soledad Martinez et Tomas Segovia, entre autres. Une grande partie de sa correspondance avec ces intellectuels a été publiée par Pré-Textes.
En 1983, il devient membre de l’Académie royale catalane des beaux-arts de Saint-Georges, Barcelone.
Salvador Moreno Manzano fut également la force motrice pour la reconnaissance officielle de Jaime Nunó, né à Sant Joan de les Abadesses en Catalogne, auteur de la musique de l'hymne national mexicain.
En tant que peintre, ses natures mortes subtiles sont influencées par le travail de ses amis, les peintres Pedro Castillo et Ramon Gaya.